# Fabiano (ur. 1975)
Fabiano Cezar Viegas (ur. 4 sierpnia 1975) – brazylijski piłkarz występujący na pozycji obrońcy.

## Kariera klubowa
Od 1996 do 2008 roku występował w klubach CR Flamengo, Athletico Paranaense, Kashima Antlers, Vegalta Sendai, Goiás EC, Wuhan Guanggu, Qingdao Jonoon, Santa Helena.